# Министерство экономики и финансов Италии
Министерство экономики и финансов (итал. Ministero dell'Economia e delle Finanze) — итальянское министерство, ответственное за осуществление экономической и финансовой политики.

## История

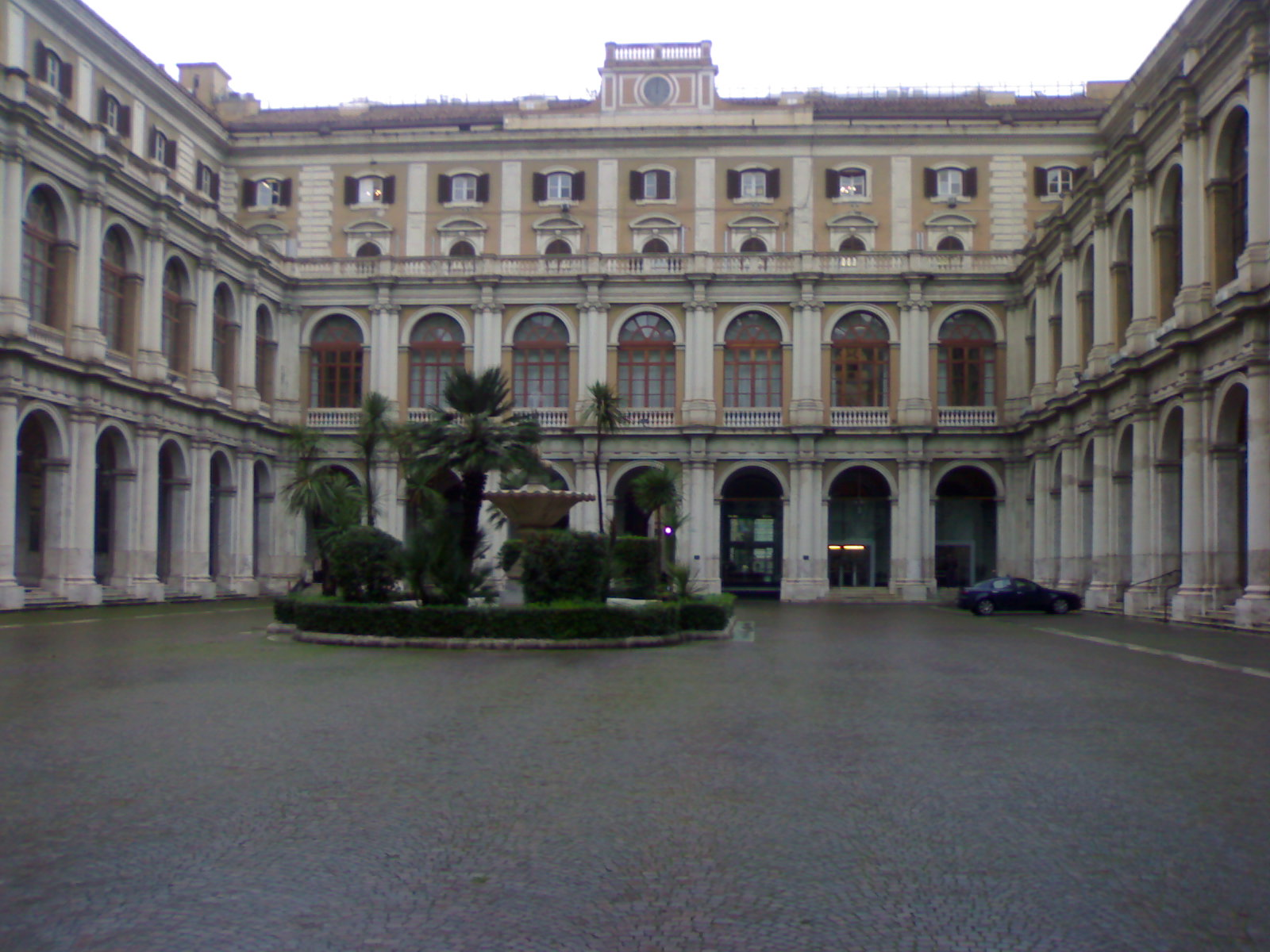
Внутренний дворик Дворца финансов.

Первые шаги к созданию министерства были сделаны в период деятельности правительства Д’Алема в рамках осуществления так называемой реформы Бассанини, когда соответствующее решение было оформлено постановлением правительства № 300 от 30 июля 1999 года «Реформа организации правительства» во исполнение ст. 11 закона № 59 от 15 марта 1997 года путём слияния Министерства казначейства, бюджета и экономического планирования и Министерства финансов (Ministero delle Finanze). Решение о создании министерства вступило в силу в 2001 году, когда второе правительство Берлускони постановлением (decreto-legge) правительства № 217 от 12 июня 2001 года, которое было подтверждено законом от 3 августа 2001 года № 317, установило новый перечень министерств.
Министерство занимает исторический Дворец финансов, построенный в 1872—1877 годах по проекту Раффаеле Каневари, при участии Эрколе Роза и Пьетро Коста.

## Структура
Структура министерства включает:
Четыре департамента:
- Департамент казначейства (Dipartimento del tesoro — DT);
- Департамент общего бухгалтерского учёта государства (Dipartimento della Ragioneria Generale dello Stato — RGS);
- Департамент общего управления, кадров и услуг (Dipartimento dell’amministrazione generale, del personale e dei servizi — DAG);
- Департамент финансов (Dipartimento delle Finanze — DF);

четыре комитета
- Постоянный комитет по глобальному консультированию и гарантиям приватизации (Comitato permanente di consulenza globale e di garanzia per le privatizzazioni);
- Межведомственный комитет по кредиту и сбережениям (Comitato Interministeriale per il Credito ed il Risparmio — CICR);
- Межведомственный комитет по экономическому планированию (Comitato Interministeriale per la Programmazione Economica — CIPE);
- Комитет по принципам отчётности (Comitato per i principi contabili — CPC);

и три комиссии.
Министерству подчинена Финансовая гвардия Италии.